# JVAS B1938+666
JVAS B1938+666 – odległa galaktyka eliptyczna położona około 9,8 miliardów lat świetlnych od Ziemi, działająca jako soczewka grawitacyjna dla znajdującej się bezpośrednio za nią (z punktu widzenia Ziemi) innej galaktyki położonej 17,3 miliardów lat świetlnych od Ziemi.
Z powodu zniekształcenia promieni światła przez JVAS B1938+666, leżąca dalej galaktyka jest widziana z Ziemi w formie tzw. pierścienia Einsteina.
Dzięki obserwacjom dokonanym z teleskopu Kecka II po raz pierwszy udało się odkryć galaktykę karłowatą związaną z JVAS B1938+666. Jest to pierwsza odkryta galaktyka tego typu położona poza Drogą Mleczną. Galaktyka karłowata została odkryta pośrednio, poprzez analizę zniekształceń obrazu pierścienia Einsteina. Sama galaktyka karłowata składa się najprawdopodobniej z hipotetycznej formy materii znanej jako ciemna materia.